# Louis de Monge
Pierre Louis de Monge de Franeau (Ohey, 13 maggio 1890 – New York, 25 luglio 1977) è stato un ingegnere belga, capo progettista della Buscaylet et Cie, e successivamente della divisione aeronautica della Société de Travaux Dyle et Bacalan.
È ricordato soprattutto come il progettista dell'aereo da competizione Bugatti Model 100HP.

## Biografia
Il visconte Pierre Louis de Monge de Franeau nasce ad Ohey il 23 maggio 1890. Costruisse il suo primo aeroplano nel 1911, all'età di ventuno anni. Nel 1914 realizza una versione modificata del monoplano Deperdussin Monocoque, designata De Monge Monoplane 1914, costruito da Debrouckere, con cui partecipa al Concours de Securite. Durante la prima guerra mondiale lavora presso gli Etablissements Lumiere, dove progetta, disegna e produce eliche per aerei, vendendone circa 40.000 al governo francese. Nel 1921 de Monge de Franeau ormai proprietario, direttore generale e direttore tecnico degli Etablissements Lumiere decide di entrare nel mondo delle grandi corse aeree europee di quella stagione. Presso la sua fabbrica realizza un avion de course designato 5/1. L'aereo viene affidato al pilota Bernard de Romanet, ed iscritto alla Coupe Deutsche de la Meurthe ed al British Aerial Derby, ma i collaudi non diedero esito positivo.
Nello stesso anno inizia a lavorare per la società aeronautica Buscaylet et Cie, presieduta dal signor Buscaylet, progettando convenzionali monoplani con ala parasole. Successivamente realizza un monoposto da caccia, designato Buscaylet-de Monge 5/2 che rimane allo stadio di prototipo. Anche i successivi tipi bimotori Buscaylet-de Monge 7/4 e Buscaylet-de Monge 7/5 non hanno successo, e ciò provoca il fallimento dell'azienda che deve cessare ogni attività. Nel 1924 i diritti societari vengono acquistati dai Cantieri Navali Dyle et Bacalan di Bordeaux, che volevano sviluppare un proprio reparto aviazione in cui produrre aerei di linea transatlantici. La ditta produsse solamente alcuni prototipi, come il bombardiere pesante Dyle et Bacalan DB-10. Nel 1925 de Monge si trasferisce, come ingegnere capo del reparto ricerca, presso la fabbrica Impéria di Liegi, Belgio, che produce auto e motocicli. Le sue realizzazioni dell'epoca includevano l'adozione delle sospensioni a barre di torsione e del cambio automatico, considerate allora all'avanguardia.
Nel 1928 costituisce la società Exino Company, che realizza il prototipo del ricognitore triposto De Monge M-120BN.3. Il velivolo viene sottoposto ai collaudi militari assieme all'ANF-Mureaux 120, al Loire-30, ed al Wibault-220, ma non ottiene alcuna commessa militare. Nel dicembre 1930 presenta il progetto del Type 140, un aereo di linea trimotore caratterizzato dalla formula ad ala volante. Nel 1931 viene costruito un mock-up del velivolo, appartenente alla classe BN.4 (bombardiere notturno quadriposto), ma a causa del fallimento della società il progetto viene cancellato. Nel 1935 realizza il progetto di una piccola ala volante biposto, designata Type 160, dotata di motore Rubis-Péquignol, da costruirsi presso la società Starck e Guénot Co. Purtroppo anche questo progetto non va in porto.
de Monge lascia la ditta Impéria nel 1937 per unirsi ad Ettore Bugatti nella progettazione dell'aereo da competizione Bugatti Model 100P. Allo scoppio della seconda guerra mondiale l'aereo, ormai quasi completato, si trovava presso la fabbrica di rue de Débarcadère a Parigi. Nel maggio-giugno 1940, con l'invasione tedesca oramai inarrestabile, il velivolo venne evacuato dalla città a bordo di un camion per essere trasferito nella campagna francese, dove rimase nascosto in un fienile per i successivi trenta anni. Una volta ritrovato venne venduto negli Stati Uniti per essere esposto all'EAA AirVenture Museum di Oshkosh, Wisconsin.
Muore a New York il 25 luglio 1977.

## Progetti
- De Monge Monoplane 1914
- De Monge 5/1 (aereo da corsa)
- Buscaylet-de Monge 5/2[3]
- De Monge 6/1 (progetto di un aereo anfibio)[4]
- Buscaylet-de Monge 7/4
- Buscaylet-de Monge 7/5
- Buscaylet-de Monge 8/1 CN.2 (prototipo di un aereo da caccia notturna)[4]
- Buscaylet-de Monge 9/1 (prototipo di un aereo da caccia monoplano)[4]
- Buscaylet-de Monge 10/1C.2 (versione costruita su licenza del Koolhoven FK.31)[4]
- Dyle et Bacalan DB-10
- De Monge M-120RN.3
- De Monge M-140BN.4
- De Monge M-160 (monomotore biposto da turismo del 1926)[4]
- Bugatti Model 100P

### Periodici
- Miniatures Bugattistes Association Bulletin Vol.5, N°2, On the Bugatti Aeroplane.
- Miniatures Bugattistes Association Bulletin Vol.5, N°3, Bugatti Blue and one more 100 Airplane Model; The Other Airplane Engine.
- Miniatures Bugattistes Association Bulletin Vol.5, N°3, Model 100, also one of kind.